# 옐레나 미줄리나
옐레나 보리소브나 미줄리나(러시아어: Елена Борисовна Мизулина; 1954년 12월 9일 출생)는 러시아의 정치인이자 변호사이다. 그녀는 1995년부터 2003년까지, 그리고 다시 2007년부터 2015년까지 국가두마 의원으로 재직했으며, 2015년부터는 연방평의회 의원이다.
미줄리나는 2012년에 러시아 LGBT 공동체의 권리 및 외국인의 러시아 고아 입양에 관한 논란이 많은 법안 초안을 작성하면서 유명해졌다. 그녀는 2011년부터 2015년까지 국가두마 가족, 여성 및 아동 문제 위원회 위원장을 역임했다. 그녀는 소련 공산당, 자유주의 성향의 러시아 통일민주당 및 우파 연합 (러시아) 정당을 대표하여 공직에 재직했으며, 이후 사회민주주의 공정 러시아 당원으로서 옴스크주를 국가두마에서 대표하기에 이르렀다.
그녀는 법학 박사 학위를 가지고 있다. 그녀는 러시아의 명예로운 변호사 칭호를 포함하여 변호사로서의 업적으로 러시아에서 명예를 얻었다.
러시아의 크림반도 합병으로 인해 그녀는 2014년 3월 17일 캐나다와 미국에 의해 제재를 받았다.

## 전기

### 야로슬라블
옐레나 보리소브나 미줄리나는 1954년 12월 9일 소련 코스트로마주의 부이 (도시)에서 태어났다. 1972년 그녀는 야로슬라블 국립 대학교 법사학부에서 공부를 시작했고, 그곳에서 미래의 남편 미하일 미줄린을 처음 만났다. 그들은 대학교에서 4학년을 마친 후 결혼했다. 그녀는 1977년 법학 학위를 받고 같은 대학교에서 연구 조교로 일했다.
1977년부터 1984년까지 그녀는 야로슬라블 지역 법원에서 상담원으로 일했고, 1984년부터는 수석 상담원으로 일했다. 동시에 그녀는 카잔 연방 대학교에서 원격 교육을 통해 자연과학 박사 학위를 취득했다. 1983년 그녀는 "형사 절차에서 감독 심사의 본질(야로슬라블 지역 법원에서 제공한 자료 기반)"이라는 제목의 논문을 성공적으로 방어했다.
1985년 그녀는 K.D. 우신스키 명의 야로슬라블 국립 교육대학교의 선임 연구원이 되었다. 그녀의 남편은 나중에 야로슬라블주의 이념 책임자로서 자신의 직위를 이용하여 옐레나의 일자리를 얻었다고 고백했다. 1987년 미줄리나는 러시아 역사학과 학과장 지위를 얻어 1990년까지 학과를 이끌었다. 그녀는 1991년까지 소련 공산당 당원으로 남아 있었다.
1992년 그녀는 국가법 연구소에서 형법: 자기 제한 국가의 개념이라는 제목으로 법학 박사 학위(러시아의 교육 참조)를 취득했다. 이 논문과 관련하여 옐레나 미줄리나는 다음과 같이 공개적으로 선언했다: "내가 쓴 것이 독특하고, 내가 정말로 신이 내린 학자라고 생각했다" (러시아어: "казалось, что то, что я написала — уникально, что я, действительно, учёный от Бога"). 1992년부터 1995년까지 그녀는 야로슬라블 국립 대학교의 도슨트였고 그 후에 교수가 되었다.

### 러시아 통일민주당의원
1993년 그녀는 정치 연합 "러시아의 선택"에서 러시아 의회에 합류했고 연방평의회(러시아 연방 의회의 상원)에 선출되어 헌법 입법 및 사법 및 법률 문제 위원회의 부의장, 의회 절차 규제 위원회 위원이 되었다.
1995년 그녀는 야당인 민주주의 성향의 러시아 통일민주당에 합류했으며 "개혁 - 새로운 방향"(러시아어: "Реформы — новый курс") 그룹에 참여했다. 1995년부터 그녀는 야로슬라블 지역 공공 단체인 라브노프시(러시아어: "Равновесие", 연방평의회)의 책임자였다.
1995년 12월, 미줄리나는 러시아 통일민주당을 대표하여 키로프 지역 출신으로 국가두마 의원으로 선출되었다. 그 결과, 그녀는 1996년 1월에 연방평의회 직을 사임했다.

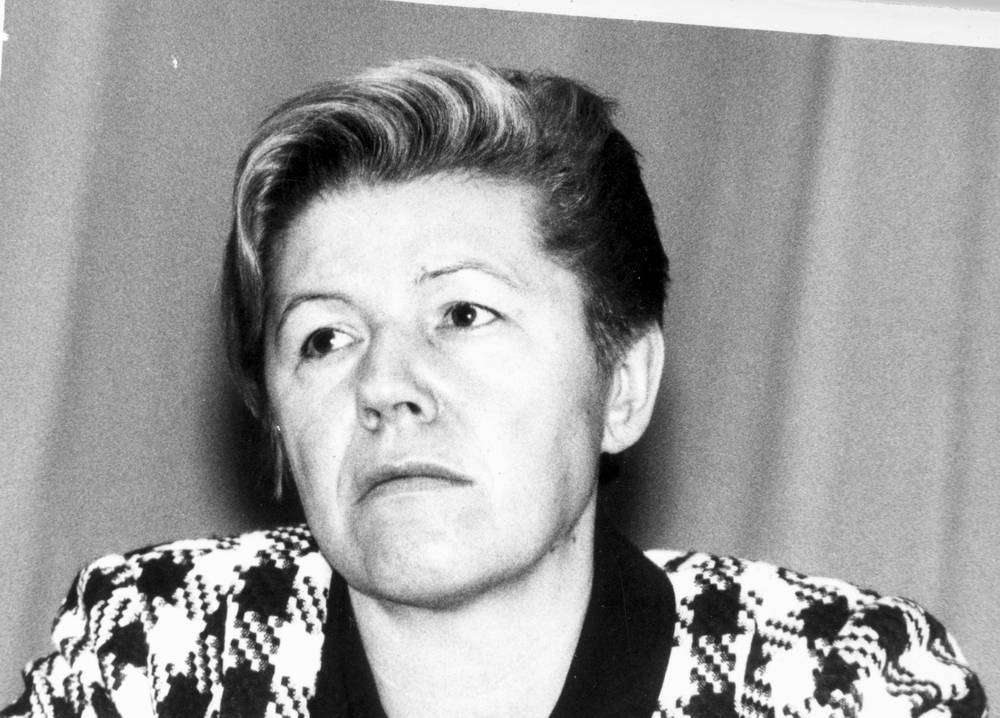
1997년 미줄리나

국가두마 의원으로서 그녀는 입법 및 사법-법률 개혁 위원회의 부의장 및 국가 건설 및 시민의 헌법적 권리 문제 소위원회 부의장 직책을 맡았다. 미줄리나는 보리스 옐친 탄핵을 시도했으나 실패한 사건의 법적 이행에도 관여했다.
1999년 12월, 그녀는 러시아 통일민주당 소속으로 러시아 의회인 국가두마 의원으로 선출되었다. 2000년 7월, 그녀는 러시아 통일민주당과 우파 연합 (러시아) 당원들로 구성된 '야로슬라블 민주세력 연합'(러시아어: "Ярославский союз демократических сил")의 책임자가 되었다.

### 우파 연합 (러시아)의원
2001년 2월, 그녀는 러시아 통일민주당 당원 자격을 중단하겠다고 발표했고 같은 해 6월에 우파 연합 (러시아) 당에 합류했다.
그녀는 러시아 통일민주당을 떠난 이유를 "선거에서 5%밖에 얻지 못한 당에 있는 것이 부끄러웠다. 이것이 도덕적인 문제가 되었다"고 설명했다. 그녀의 전 러시아 통일민주당 및 우파 연합 (러시아) 동료인 세르게이 미트로킨과 레오니트 고즈만은 옐레나 미줄리나가 정치적 흐름에 맞춰 정치적 소속을 바꿨다고 비난했다.
우파 연합 (러시아)이 2003년 총선에서 패배한 후, 미줄리나는 더 이상 선출된 국회의원이 아니었지만, 국가두마의 대표로 러시아 헌법재판소에 임명되었다. 이 직책에서 그녀는 지방 주지사가 더 이상 선출되지 않고 러시아 연방 대통령에 의해 직접 지명되어야 한다고 주장했다.
헌법재판소 위원으로서 그녀는 국가두마 법률부 차장으로도 일했으며 2005년 러시아 대통령 산하 국민경제 및 공공행정 아카데미를 졸업했다.

### 공정 러시아당원
2007년 그녀는 공정 러시아 당원으로 국가두마에 선출되었다. 2008년 1월, 그녀는 국가두마 가족, 여성 및 아동 문제 위원회 위원장이 되었다. 원래 공정 러시아는 이 직책에 다른 후보인 스베틀라나 고랴체바를 내세웠으나, 통합 러시아 당에서 잘 받아들여지지 않았고, 미줄리나의 입후보가 타협안으로 제시되었다.
2010년 미줄리나는 세계 가족 회의로부터 메달을 받았다.
2011년 그녀는 공정 러시아 당원으로서 두마에 재선되었다. 2011년 12월 그녀는 두마 가족, 여성 및 아동 문제 위원회 위원장이 되었다.
2017년 1월 23일, 그녀는 공정 러시아를 탈퇴할 의사를 밝혔다.

### 제재
2014년 3월 17일 러시아의 크림반도 합병 당시 미줄리나는 오바마 대통령이 행정 제재를 부과한 최초의 7명 중 한 명이었다. 이 제재로 그녀의 미국 내 자산은 동결되고 미국 입국이 금지되었다.
그녀는 2014년 러시아-우크라이나 전쟁과 관련하여 영국 정부로부터 제재를 받았다.

## 입법 활동
옐레나 미줄리나는 다음을 포함한 여러 논란의 여지가 있는 입법 프로젝트의 주요 저자 중 한 명이다.
- 2010년 아동의 건강 및 발달에 유해한 정보로부터의 아동 보호법
- 2012년 인터넷 제한 법안.[38]
- 아동의 건강 및 발달에 유해한 정보로부터의 아동 보호법에 대한 향후 개정안으로, 욕설 및 욕설 사용을 포함하는 모든 웹사이트를 차단할 것이다.[39][40][41][42][43][44][45] 인터넷 제한 법안 반대자들은 아동 보호를 명분으로 이 법안이 광범위한 인터넷 검열과 러시아의 표현의 자유 제한을 위한 압도적인 도구를 제공한다고 강조했다.[46] 이 시위는 러시아어 위키백과 파업과 같은 대중의 반발로 이어졌다. 2012년 6월 10일, 그녀는 이 시위에 외국 개입이 있었다고 비난하며, 미국 법무부에 조사를 요청할 것이라고 발표했다.[47] 그녀는 또한 인터넷 시위가 "아동 성애자 로비"에 의해 조직되었다고 주장했다.[47]
- 2013년 반마그니츠키 법안은 미국인의 러시아 아동 입양권을 부인한다.[48][49][50][51] 이 제안에 대해 미국 당국은 Y. 미줄리나와 비탈리 밀로노프를 금지된 러시아 인사 명단인 마그니츠키 리스트에 포함할 것을 제안하며 대응했다.
- 2017년 가정폭력을 "경미한 부상을 초래하는 첫 폭행"으로 경범죄화하는 법안.[52]

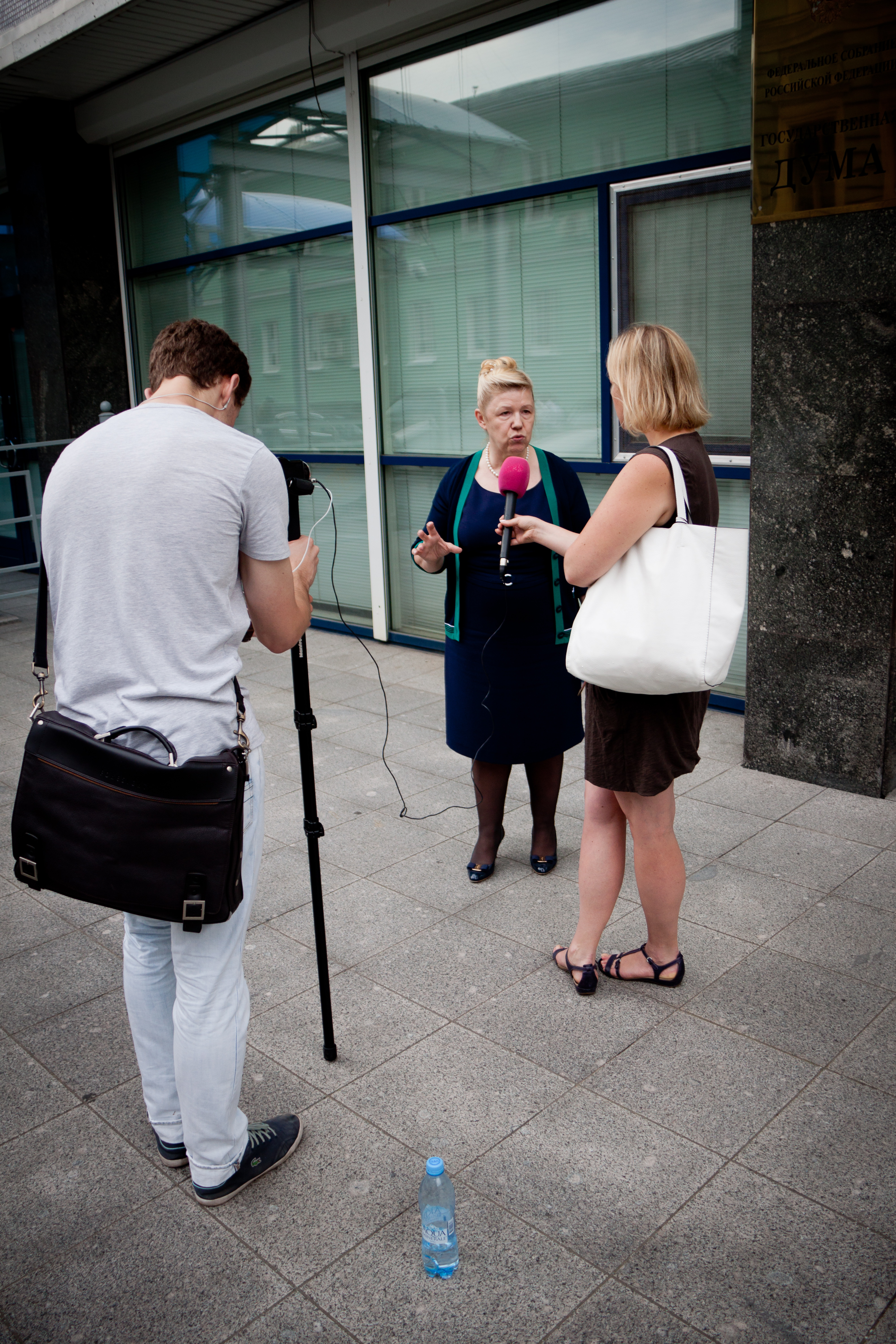
2012년 7월 11일 인터넷 제한 법안 통과에 대해 언론과 이야기하는 옐레나 미줄리나.

2012년 11월 14일, 옐레나 미줄리나는 '처벌 조치 없이 웹에 안전한 정보 공간을 확보하는 것'이라는 인터넷 제한 법안의 '예방적 목표'가 달성되었다고 선언했다. 그녀는 또한 이전에 러시아 인터넷 블랙리스트에 포함된 사이트 접근을 막을 수 있는 미래 입법 프로젝트를 공개했다. 그러한 포털 중에는 러시아 해적당 소유의 rublacklist.net이 포함될 것으로 예상된다.

## 결혼, 가족 및 성관계에 대한 견해
틀:러시아의 보수주의
옐레나 미줄리나는 최근 두마 가족, 여성 및 아동 문제 위원회 위원장으로서 출산율 문제에 관심을 갖게 되었다. 블라디미르 포즈너 주니어와의 인터뷰에서 그녀는 다음과 같은 견해를 밝혔다: "모든 상황과 러시아 영토의 특수성 및 그녀의 생존을 분석한 결과... 오늘날 우리가 인구 위기를 해결하려면, 죄송하지만, 특정 도덕적 가치와 정보에 대한 허리띠를 졸라매어 출산과 양육이 완전히 가치 있게 되도록 해야 한다는 결론에 도달했다."

### 낙태에 대한 입장
옐레나 미줄리나는 여성의 낙태 권리를 제한해야 한다고 믿는다. 그녀는 낙태를 의학적 이유와 강간의 경우에만 무료로 허용해야 한다고 제안했다. 다른 모든 경우에는 낙태를 원하는 여성이 비용을 지불해야 한다고 믿는다. 그녀는 또한 개인 의료기관에서의 낙태 시술에 대해 공개적으로 반대했으며, 의사의 처방전 없이 낙태를 유발하는 제품 판매를 금지하는 것을 지지한다. 그녀는 모든 기혼 여성이 낙태를 하기 전에 남편의 승낙을 받아야 하며, 미성년 여성의 경우 부모의 승낙을 받아야 한다고 믿는다.
2013년 7월, 옐레나 미줄리나는 러시아 형법전에 영향을 미치는 법안을 제안한 국회의원 그룹의 일원이었는데, 이는 여성에게 낙태 결정을 숙고할 '대기 기간'을 제공하지 않고 낙태를 시술한 의사와 의료기관에 100만 루블의 벌금을 부과하는 결과를 가져올 것이다. 또한 이 "조용한 시간"을 존중하지 않은 임산부에게는 3,000~5,000 루블의 벌금을 부과할 것도 제안되었다.

### 가족 및 결혼에 대한 입장
옐레나 미줄리나는 미국 시민에 의한 러시아 아동 입양에 대해 강한 견해를 밝혔다: "이것은 비열하다고 말하기는커녕 비열한 짓이다. 러시아는 결코 아동을 희생시켜 자신의 이익을 옹호한 적이 없다." 두 달 후, 그녀는 미국 시민의 러시아 아동 입양을 금지하는 법인 반마그니츠키 법안에 찬성표를 던졌다.
2012년 6월, 미줄리나가 주재하는 국가두마 가족문제 위원회는 "2025년까지의 국가 가족 정책 개념"이라는 제목의 프로젝트를 공개했는데, 여기에는 다음과 같은 논란이 되는 요소들이 포함되어 있다.
- 이혼세 도입
- 혼외자녀 출생 비난
- 낙태에 대한 새로운 제한 제안
- 동성애에 대한 강력한 비난[64][65]
- 가족 문제 관련 법안 통과에 대한 교회의 역할 강화 제안
- 다세대 가족(조부모, 부모, 손자녀가 함께 사는 가족) 수 증가
- 다산 적극 권장 권고
- 양육비의 최소 금액 결정 및 부모의 소득 상태와 무관하게 시행 제안.[64][65][66]

알렉산드르 니코노프를 비롯한 야당 언론인들은 이 입법 프로젝트 발표 이틀 후 이루어진 블라디미르 푸틴의 이혼이 제안된 이혼 벌금 때문에 촉진된 것이라고 추측했다.
"개념"이 발표된 후, 그 안에 설명된 일부 입장이 인터넷에서 무료로 공개된 학교 보고서에서 그대로 표절되었고, 이 보고서 자체도 톰스크 폴리테크닉 대학교의 가족학 커리큘럼에서 표절되었다는 점이 지적되었다.
이러한 맥락에서 그녀는 풍자 만화 사우스 파크를 러시아 방송에서 삭제할 것을 요구하기도 했다.
옐레나 미줄리나는 러시아에서 성관계에 대한 동의 연령을 16세에서 18세로 올려야 한다고 믿는다.
러시아 시민 건강 보호법 제30조와는 달리, 그녀는 대리모 출산을 금지할 것을 제안하며, 이는 러시아의 생존뿐만 아니라 인류 전체의 생존을 위협하며 핵무기 금지에 비유할 수 있다고 지적했다.

### LGBT 문제에 대한 입장
옐레나 미줄리나는 악명 높은 러시아 LGBT 선전법을 포함하여 "동성애 선전"에 반대하는 여러 입법 프로젝트의 저자이다. 그녀는 "게이도 사람이다"라는 문구가 소비자 권리 보호 및 복지 감독 연방 서비스에 의해 잠재적으로 극단주의로 간주되어야 한다고 믿는다. 옐레나 미줄리나는 또한 생물학적 부모를 포함하여 게이 부모로부터 자녀를 압수하는 것을 찬성한다.
2013년 7월, 미줄리나와 두마 위원회의 그녀의 대리인 올가 바탈리나는 LGBT 권리 운동가 니콜라이 알렉세예프에 대해 형사 소송 기관에 고소장을 제출했다. 미줄리나에 따르면, 알렉세예프는 LGBT 공동체의 "지도자"이며, "러시아 전체에 해를 끼치면서" 그녀의 명예를 훼손하는 캠페인을 시작했다. 미줄리나는 알렉세예프의 처벌이 "선전을 할 수 없는 장소, 예를 들어 영구차 운전과 같은 강제 노동의 형태로" 이루어져야 한다고 말했다. LGBT 공동체 대표자들은 또한 미줄리나가 동성애자에 대한 증오를 선동하고 러시아의 LGBT 권리를 침해했다며 검찰에 고소장을 제출했다.

### 정치적 반대자들이 "아동 성애자 로비"에 속한다는 비난
옐레나 미줄리나는 여러 정치적 반대자들이 이른바 "아동 성애자 로비"에 속한다고 비난했다. 그녀는 2011년 러시아 형법전 평가 과정에서 미성년자에 대한 성범죄 법률을 강화하는 것에 반대하는 "아동 성애자 로비"가 통합 러시아 당 내부에 있다고 처음 주장했다.
아동의 건강 및 발달에 유해한 정보로부터의 아동 보호법에 반대하는 사람들도 옐레나 미줄리나에 의해 "아동 성애자 로비"의 일부라고 비난받았다. 2012년, 러시아어 위키백과가 국가두마의 아동 건강 및 발달에 유해한 정보로부터 아동 보호 법안 심의에 반대하는 시위와 관련하여 미줄리나는 다음과 같이 말했다.
이것은 은폐이다. 위키백과 자체는 위협받지 않는다. 나도 위키백과를 사용한다. 러시아어 버전만 폐쇄된 것을 보라. 따라서 [나는 믿는다] 이것은 러시아 의회를 협박하려는 시도이다. 이 뒤에는 로비가 있으며, "아동 성애자 로비"라는 의심이 높다.
2013년 6월, 작가이자 전 러시아 부총리인 알프레드 코흐는 벨기에에 살면서 대규모 국제 로펌인 메이어 브라운에서 일하는 미줄리나의 아들에 대한 기사를 발표했는데, 이 로펌은 친동성애자 협회 및 단체를 후원하며 벨기에의 수백 개의 친LGBT 권리 단체 중 하나인 반면, 그의 어머니는 러시아에서 동성애에 대한 전쟁을 벌이고 있다. 이에 대해 미줄리나는 코흐를 "아동 성애자 로비"의 일원이라고 비난했다. 언론인 안드레이 빅토로비치 말긴은 자신의 블로그에 "대단하다: 미줄리나가 싫어하는 사람은 모두 '아동 성애자 로비'이다"라는 제목의 글을 썼다.

### 가정폭력의 경범죄화
2016년 7월, 모스크바 타임스는 미줄리나 상원의원이 배우자 및 자녀 학대를 형사 범죄에서 행정 경범죄로 격하하기 위해 현재 법률에 대한 개정안을 제안했다고 보도했다. 미줄리나는 유죄 판결을 받은 사람들에게 벌금과 2년 징역형이 부과되는 현행 가정폭력 법률이 "불합리하다"고 공개적으로 밝히며, "단지 뺨을 때린 것"에 대한 그러한 처벌은 과도하다고 시사했다.
2017년 1월 11일, 법안의 첫째 독회 동안, 368명의 러시아 의원들이 법안에 찬성표를 던졌고, 1명의 의원은 반대표를 던졌으며, 또 다른 1명은 기권했다.

## 미줄리나 명예훼손 혐의 수사
2013년 6월, 러시아 연방 수사위원회는 다음 인물들로 구성된 단체에 의한 미줄리나 명예훼손 혐의에 대한 형사 수사를 시작했다.
- 노바야 가제타 기자 옐레나 코스튜첸코
- 동성애자 권리 운동가 니콜라이 알렉세예프
- 언론인이자 사교계 명사 크세니야 솝차크
- 경제학자, 작가이자 전 러시아 부총리 알프레드 코흐

옐레나 미줄리나에 따르면, 블로거들은 러시아에서 구강성교를 금지하려는 그녀의 의도에 대한 허위 정보를 유포했다. 크세니야 솝차크는 언론에 그녀가 구강성교에 대한 수사관의 심문을 받았다고 전했다. 마찬가지로 알프레드 코흐는 "미줄리나의 동성애-구강 공포증"과 이에 대한 자신의 입장에 대해 세 시간 동안 심문을 받았다고 주장한다.

## 비판
러시아 정치학자 마르크 우르노프는 옐레나 미줄리나가 주도한 법안들을 "다양하지만 하나의 공통된 특성, 즉 불관용을 확산시키는 능력을 가지고 있다. 이는 단순히 옳고 그름에 대한 개인적인 견해와 일치하는 모든 것을 억압하고 불관용을 법적으로 표현한 것이다"라고 묘사했다.
작가 드미트리 비코프는 옐레나 미줄리나가 "개인적인 선택의 문제로 남아있어야 할 것들에 대해 끊임없이 입법적인 형태를 제공하고 있으며, 이는 어떤 게이 퍼레이드보다 훨씬 위험하다"고 믿는다.
2019년 4월, 미줄리나는 러시아 인터넷 검열 법률을 옹호하는 발언으로 널리 인용되었는데, 많은 언론인들은 이 발언을 오웰족이라고 특징지었다.
권리란 무엇인가? 그것은 자유의 가장 큰 결핍이다. 권리가 많을수록 우리는 덜 자유롭다. 금지란 사람이 자유로워지는 것이다. 왜냐하면 "이것은 불가능하지만, 다른 모든 것은 — [원하는 대로] 할 수 있다"고 말하기 때문이다.— 옐레나 미줄리나, 모스크바 타임스, 2019년 4월 23일

## 개인 생활
옐레나 미줄리나는 결혼했으며 성인 자녀 두 명을 두고 있다.
그녀의 남편 미하일 미줄린은 철학 박사 학위를 가지고 있으며 러시아 대통령 산하 국민경제 및 공공행정 아카데미 정치학부의 도슨트이다. 그는 야로슬라블의 러시아 통일민주당 당 본부장이었다. 그는 또한 이전에 야로슬라블 국립 대학교 사회과학부 학장을 역임했다.
그녀의 아들 니콜라이 미줄린은 아내와 두 자녀와 함께 브뤼셀에 살며 메이어 브라운 로펌에서 변호사로 일한다. 이 가족 관계는 전 러시아 부총리 알프레드 코흐가 니콜라이의 고용주인 미국 로펌 메이어 브라운이 LGBT 권리를 지지하는 것이 러시아 정부가 주도하고 니콜라이의 어머니가 선봉에 선 반동성애법을 위반할 수 있다고 주장하면서 논란을 일으켰다. 이 기사가 발표된 후, 알프레드 코흐는 옐레나 미줄리나의 고발에 따라 러시아 연방 수사위원회에서 세 시간 동안 심문을 받았다. 또한 미줄리나는 알프레드 코흐가 성범죄자에 대한 러시아 정부의 캠페인을 방해하려는 "아동 성애자 로비"의 일원이라고 언급했다.
미줄리나의 딸 예카테리나는 모스크바 사회법 이니셔티브 기금 "법적 수도"(러시아어: "Правовая столица")의 책임자이며, 이는 금융 중개, 출판 및 광고를 담당하는 회사로, 실제로는 옐레나 미줄리나 소유로 보도되었다. 그녀는 안전한 인터넷 리그에서 인터넷 산업 시장 참여자 협회 이사로 일하며 콘스탄틴 말로페예프와 관련된 성 바실리 대성당 재단을 통해 블라디미르 푸틴의 강력한 지지자이다. 후자 조직은 마리야 리보바벨로바를 강력히 지지하는데, 그녀는 러시아 어린이 권리 대통령 위원이며, 러시아의 우크라이나 침공 중 아동 납치와 관련된 전쟁 범죄로 국제형사재판소에 수배 중이다.
옐레나 미줄리나가 제안한 "2025년까지의 국가 가족 정책 개념"(러시아어: "Концепции государственной семейной политики до 2025 года")이라는 법안에서 그녀는 '이상적인 가족'을 '세 명 이상의 자녀를 공동으로 양육하는 것을 목표로 하는 결혼'으로 정의했다. 이 법안에서 그녀는 또한 여러 세대의 러시아 부모, 자녀 및 손주들이 같은 장소에 살아야 한다고 제안했다. 최근 야당 라디오 방송국 모스크바 공감과의 인터뷰에서 미줄리나는 왜 자신이 '이상적인 가족'을 따르지 않았는지 묻는 질문에 다음과 같이 답했다: "나는 세 명의 자녀를 원했고, 미샤(미하일 - 그녀의 남편)도 세 명을 원했다. 하지만 그렇게 되었다. 운명은 우리에게 두 명을 주었다."
1994년, 그녀가 이국적인 고양이 사육을 위해 더 큰 국영 아파트를 요청했을 때 논란이 발생했다.